# 하시카와 가즈아키
하시카와 가즈아키(일본어: 橋川 和晃, 1971년 5월 2일~)는 일본의 축구 선수, 지도자이다.

## 지도자 경력
2021년부터 2022년까지 FC 이마바리에서 감독을 맡았다. 2023년 알비렉스 니가타 레이디스의 감독으로 취임하였다.